# Théâtre impérial de Compiègne
Le théâtre impérial de Compiègne est une salle de théâtre située à Compiègne.

## Historique

### Une construction impériale inachevée
La construction d'un théâtre à Compiègne est décidée par l'empereur Napoléon III en 1866, pour divertir sa cour. C'est lui-même qui choisit l'emplacement et l'architecte du bâtiment, Gabriel-Auguste Ancelet. La Galerie Natoire, complétée par un pont-escalier au-dessus de la rue d'Ulm, permet de relier les grands appartements du palais à l'étage de la loge impériale et du foyer. Les travaux commencent en 1867 et vont bon train jusqu'à ce qu'éclate la guerre de 1870 contre la Prusse ; la bataille de Sedan ruine l'Empire et toute possibilité d'achever l'édifice dans les temps.
Si les murs sont construits, le projet de décoration de la scène est laissé en suspens : si les sculptures de Gustave Crauk sont faites à temps, le plafond, qui devait comporter des peintures d’Élie Delaunay, reste nu.

### Une réhabilitation tardive
Il faudra attendre 1987 pour que l'association « Pour le Théâtre impérial de Compiègne » créée par Pierre Jourdan, mène le programme de restauration et le recueil des fonds destinés à restaurer le bâtiment et en faire un haut-lieu de la scène lyrique. Toute une équipe de maîtres d’œuvre et des architectes parmi lesquels Renaud Bardon, permettront de lancer les travaux en 1990 pour que le bâtiment accueille au plus vite une autre association toujours à l'initiative de Pierre Jourdan, « le Théâtre Français de la Musique » qui elle, sera chargée de la programmation des spectacles.
L'inauguration officielle est faite en septembre 1991, sur Henry VIII de Camille Saint-Saëns sous une réalisation de Pierre Jourdan.
En décembre 2008, au cours de l'assemblée générale extraordinaire qui se tient au théâtre et un peu plus d'un an après la disparition de Pierre Jourdan, les deux associations disparaissent également.
Le 21 septembre 2010, une plaque commémorative fut posée dans l'atrium de ce théâtre, rappelant la mémoire de Pierre Jourdan désormais indissociable de ces lieux.
Le 6 mars 2009, l'activité artistique et culturelle est reprise par l'association CACCV sous la direction générale et artistique de Éric Rouchaud, chargé de concevoir et diriger un nouveau projet artistique et culturel et ainsi de faire vivre le Théâtre Impérial devenu depuis Théâtre Impérial - Opéra de Compiègne.
En 2022, le Ministère de la Culture lui attribue l'appellation Scène conventionnée d'intérêt national - art et création - pour l'art lyrique.

## Description de la salle
Cette section ne s'appuie pas, ou pas assez, sur des sources secondaires ou tertiaires indépendantes du sujet. Le texte peut contenir des analyses inexactes ou inédites de sources primaires.
Pour l'améliorer, ajoutez-en, ou placez des modèles {{Source secondaire souhaitée}} ou {{Source secondaire nécessaire}} sur les passages mal sourcés. (avril 2023)
La qualité de l'acoustique de la salle vient de sa conception, construite « à l'italienne » et en bois à 90 %. Avec l'appui de l'isolation phonique de la cage de scène et du transfert et de l'amplification du son par les dessous en bois, la réverbération donne à la salle d'excellentes qualités acoustiques, nécessitant un faible besoin en puissance pour les sons acoustiques, électriques et électro-acoustiques.
Des chefs d'orchestre renommés reconnaissaient les qualités de la salle, tels Carlo Maria Giulini qui la voyait « comme une des plus parfaites du monde, plus accomplie que celle du Musikverein de Vienne, pourtant la référence en la matière »[source insuffisante].